# Булин-Соколова, Елена Игоревна
Елена Игоревна Булин-Соколова (род. 1963) — доктор педагогических наук, автор образовательного дизайна ряда негосударственных школ, основной организатор внедрения ФГОС начального образования (2009) в Москве.

## Биография
Родилась в Воронеже в 1963 году. Родители – авиационные инженеры. Закончила воронежскую физико-математическую школу №58 имени Академика Басова. Окончила отделение теоретической и прикладной лингвистики филологического факультета МГУ (1987). Отказавшись от рекомендации в аспирантуру, работала учителем в средней школе (1987–1990).
Кандидат педагогических наук (2003), доктор педагогических наук (2011).
- Научный сотрудник ВНТК «Школа» АН СССР (1988―1989). Параллельно работала учителем начальной школы в экспериментальных классах школы №57 (1990–1993).
- Руководитель направления, директор негосударственного учреждения Институт новых технологий (1993–2000).
- Директор «Центра информационных технологий и учебного оборудования» Департамента образования города Москвы[1] (2007–2011).
- Руководитель образовательного комплекса для детей «Сколково» (Фонд «Сколково») (2011―2013).
- Заведующая кафедрой «Развития начального образования» Московского института открытого образования (2000–2013).
- Заведующая кафедрой «Информационных технологий в образовании», руководитель образовательных программ МПГУ, руководитель Центра «Педагогического дизайна» Московского педагогического государственного университета им. В.И. Ленина (2013―2016).
- Главный эксперт «Института развития образования» Высшей школы экономики, член коллектива разработчиков программы «Цифровая экономика» (2016―2017).
- Директор ЧОУ «Хорошкола» (2017―2019).
- Советник по вопросам образования председателя Совета директоров Группы ЧТПЗ, генеральный директор АНО «Центр развития результативного образования» (2019―2020).
- Руководитель образовательного бюро «Лернити» ГК «А101» (с 2021)[4].

Реализованные проекты:
- Проект городских экспериментальных площадок «Развивающая среда начальной школы» и «Школа информатизации» в Москве (1993–2002);
- Проект «Информатизация системы образования города Москвы» ― Премия Президента РФ (1999).
- Проект по созданию системы дистанционного образования для детей, не посещающих образовательные учреждения по состоянию здоровья» (2003―2009).

Автор более 50 научных трудов, в том числе в авторском коллективе три книги: рекомендации ЮНЕСКО по использованию ИКТ в дошкольном образовании, ИКТ в начальном образовании, ИКТ в школьном образовании.
Награды:
- Лауреат Премии Президента РФ в области образования (1997)[8];
- Лауреат Премии Правительства РФ в области образования (2012)[9];
- Медаль «850-летие Москвы»;
- медаль Ордена «За заслуги перед Отечеством» II степени.